# Velafrons
A Velafrons (jelentése 'vitorlás homlok') a lambeosaurina hadrosaurida dinoszauruszok egyik neme, amely a késő kréta időszakban élt Mexikóban. Egy fiatal példány majdnem teljes, a homlokán csontos fejdísszel ellátott koponyája és részleges csontváza alapján ismert. A fosszíliáját a késő kréta időszak campaniai korszakához tartozó (körülbelül 73,5 millió éves) Cerro del Pueblo Formációban fedezték fel Mexikóban, a Coahuila állambeli Rincon Colorado közelében. A típuspéldány a CPC-59 jelzésű lelet, a típusfaj pedig a V. coahuilensis. A típuspéldány testhossza 7,6 méter, ami alapján a felnőttek hossza 9,1–10,6 méterre becsülhető. A Velafrons más hadrosauridákhoz hasonlóan növényevő lehetett.
A Velafrons nagyon hasonlít a  Corythosaurus és a Hypacrosaurus fiatal példányaira, a nemről leírást készítő Terry A. Gates és kollégái által elvégzett filogenetikus elemzés szerint a Corythosaurini kládba tartozik. A többi lambeosaurinanem hasonló fejlődési állapotú egyedeihez képest a koponya nagy volt, ezért a fejdísz a felnőtteknél vagy kicsi volt, vagy más ütemben növekedett, vagy pedig a felnőtt Velafrons mérete meghaladta a többi lambeosaurináét. A szokatlanul nagy méret más mexikói hadrosauridák, például a Kritosaurus sp. és a Lambeosaurus laticaudus esetében is megfigyelhető.

## Fordítás
- Ez a szócikk részben vagy egészben a Velafrons című angol Wikipédia-szócikk ezen változatának fordításán alapul.  Az eredeti cikk szerkesztőit annak laptörténete sorolja fel. Ez a jelzés csupán a megfogalmazás eredetét és a szerzői jogokat jelzi, nem szolgál a cikkben szereplő információk forrásmegjelöléseként.